# Ervin Šima
Ervin Šima (25. července 1910 Královo Pole – 16. května 1987 Brno-Řečkovice), často uváděný jako Ervín Šíma, byl český fotbalový útočník, trenér a významná osobnost královopolského sportu. Věnoval se také lednímu hokeji, za Královo Pole jej hrál 15 let.

## Život
Zaměstnán byl jako strojní zámečník ve Zbrojovce Brno, později jako mistr speciálních strojů a automatických linek v TOS Kuřim – od výstavby závodu za II. světové války až do odchodu do důchodu v roce 1970.

## Hráčská kariéra
Od svých třinácti let byl členem fotbalového klubu SK Královo Pole v tzv. Kadetce, což bylo dnes již zaniklé hřiště v parku u kostela a kláštera v Králově Poli. Od šestnácti let hrál nepřetržitě po více než dvacet let v mužstvu dospělých, především na místě středního útočníka. Za aktivní činnosti patřil k předním hráčům kopané na Brněnsku. S jeho jménem je spojena celá předválečná historie kopané v Králově Poli.

## Trenérská kariéra
Po skončení aktivní hráčské činnosti se až do pozdního stáří plně věnoval trenérské práci. Významná byla především jeho trenérská práce v oddíle kopané v Králově Poli. Tam vedl A-mužstvo dospělých více než dvacet let (s krátkými přestávkami). Pod jeho vedením dosáhl fotbal v Králově Poli vítězství ve druholigovém ročníku 1960/61 (sk. B) a účasti v I. celostátní lize v ročníku 1961/62. Přestože nebyl nikdy trenérem z povolání, věnoval kopané většinu volného času. Jako fotbalový trenér působil krátce i v TJ Spartak TOS Kuřim, TJ Spartak ČKD Blansko a TJ Jiskra Medlánky. Ve stáří vedl B-mužstvo Králova Pole (do roku 1978).